# Armand Maassen

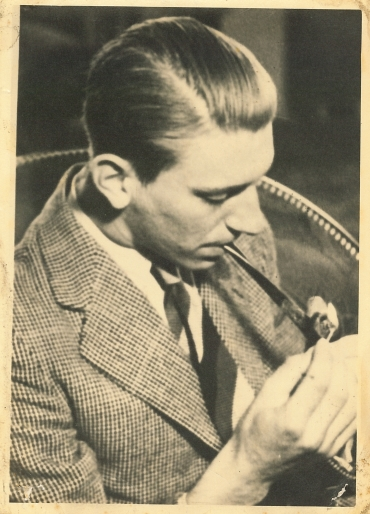
Armand Maassen

Armand Guillaume Henri Maassen (Maastricht, 3 januari 1920 – Kamp Amersfoort, 10 februari 1943) was Engelandvaarder en matroos tijdens de Tweede Wereldoorlog.
Toen de oorlog uitbrak, studeerde Maassen in Delft. Nadat zijn klasgenoot Robbie Cohen samen met Coen de Iongh per kano naar Engeland was overgestoken kocht Maassen  met zijn studiegenoot Jan Jacob van Rietschoten een vouwkano. Ook studiegenoot Wim Heilbron wilde samen met Dolf Scherpbier oversteken naar Engeland. In de nacht van 24 op 25 september stak het viertal bij Katwijk van wal. De kano van Heilbron en Scherpbier liep vrijwel onmiddellijk vol zodat zij naar het strand moesten terugkeren. Maassen en Van Rietschoten arriveerden op 27 september in Engeland.
Maassen diende na aankomst in Engeland bij de Koninklijke Marine en werd als matroos 1e klasse zeemilicien ingeschakeld bij het afzetten van agenten aan de Nederlandse kust. Dit gebeurde door de groep van Erik Hazelhoff Roelfzema in het kader van Contact Holland. Een Britse MGB voer op zijn stille motor tot dicht bij de kust, waarna de agenten door een matroos met een bootje op het strand werden afgezet. Meerdere geheime agenten waren op deze manier Nederland binnengebracht, met het doel verzetsgroepen op te zetten of te ondersteunen of inlichtingen te vergaren.
Op 12 maart 1942 hielp Maassen de agent Jan Emmer en diens marconist Felix Ortt in een rubberboot aan wal bij Katwijk. Wegens de sterke branding wist Maassen echter niet meer naar de MGB terug te keren. Toen hij weer op het strand stond waren Emmer en Ortt al verdwenen. De volgende dag werd Maassen in Katwijk gearresteerd. Doordat de Duitsers op het strand de rubberboot hadden gevonden begrepen zij dat er een landing had plaatsgevonden.
Als militair werd Maassen naar een krijgsgevangenenkamp in Wilhelmshaven overgebracht. Later haalde de Sicherheitsdienst hem daar weg om hem in Nederland te verhoren. Maassen kwam in Kamp Amersfoort terecht waar hij zijn belevenissen vertelde aan zijn studiegenoot P.J. de Lint, die was gearresteerd bij een poging om naar Engeland over te steken. De Lint beschreef de ontmoeting met Maassen in zijn dagboek. Maassen overleed in februari 1943 op 23-jarige leeftijd in Kamp Amersfoort aan longontsteking.
Door Loe de Jong werd Maassen in Het Koninkrijk der Nederlanden in de Tweede Wereldoorlog aanvankelijk omschreven als agent die per MTB op de Nederlandse kust was afgezet, en na arrestatie was doorgeslagen. De ware toedracht werd pas duidelijk door onderzoek van Maassens oud-studiegenoot De Lint. Hazelhoff Roelfzema herriep in 1992 zijn tegenover de parlementaire enquêtecommissie regeringsbeleid 1940-1945 afgelegde verklaring over Maassen. Een toegezegde correctie in deel 14 bleef achterwege. De bevindingen van De Lint zijn uiteindelijk in het register op de wetenschappelijke editie opgenomen.

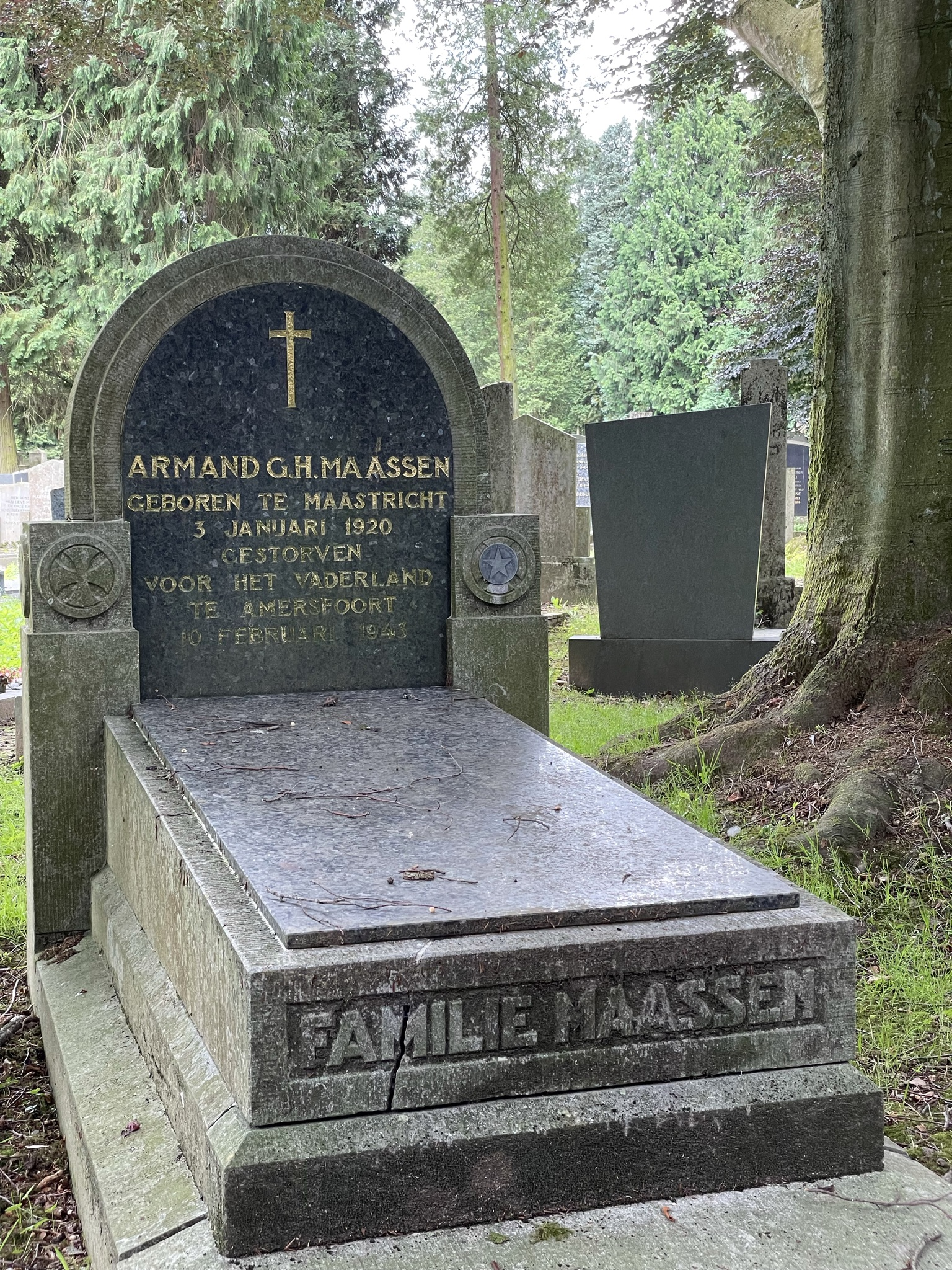
Graf van Armand Maassen in Maastricht

Maassen ligt begraven op de Algemene Begraafplaats Tongerseweg in Maastricht. Graflocatie op Google Maps

## Eerbewijzen
- Bij Koninklijk Besluit No. 5 van 6 november 1941 werd aan Maasen het Bronzen Kruis toegekend.[8]
- De Limburgse dichter Loe Maas droeg zijn gedicht The song of honorable death aan Armand Maassen op.[9]
- In Maastricht is naar Armand Maassen een straat vernoemd.